# Effet relutif
Un effet relutif décrit, dans le langage financier et boursier, une amélioration du bénéfice par action d'une société.
Par exemple, peuvent s'avérer des opérations relutives :
- l'achat d'un concurrent dont le rapport de bénéfice par action est supérieur à celui de la société acheteuse ;
- l'achat de ses propres actions par la société, en vue de leur annulation, si le bénéfice reste inchangé ;

Un même bénéfice pour un nombre d'actions inférieur, ou un bénéfice accru pour un même nombre d'actions, diminuent arithmétiquement le rapport cours-bénéfice, et augmentent incidemment la valeur unitaire de cotation. 
L'effet relutif est ainsi le contraire d'un effet dilutif. Ce néologisme est toutefois issu d'un jargon professionnel empreint d'américanismes. Il est inutile puisqu'en français, un mot existe pour exprimer cette notion, le mot « concentration », opposé de la « dilution ». « Effet concentrateur » serait un terme tout à fait acceptable.

## Calcul de la relutivité
L'acquisition d'une société par une autre est dite « relutive » pour la société acheteuse si les effets positifs attendus sur son bénéfice (ajout du bénéfice de la société absorbée, synergies et économie d'échelle entre les deux sociétés, etc.) sont supérieurs au coût de l'acquisition (prix de l'endettement, dilution provoquée par la hausse du nombre d'actions si l'acquisition est payée en actions, etc.).